# César Abel Espínola
César Abel Espínola Martínez (Villa Elisa, Paraguay; 26 de marzo de 1988) es un futbolista paraguayo que juega como mediocampista y su equipo actual es el Club Fernando de la Mora de Paraguay

## Clubes
| Club                                                                      | País     | Año            |
| ------------------------------------------------------------------------- | -------- | -------------- |
| Libertad                                                                  | Paraguay | 2009           |
| Sol de América (cedido)                                                   | Paraguay | 2009           |
| Sport Colombia Independiente                                              | Paraguay | 2010 2013      |
| General Diaz                                                              | Paraguay | 2015           |
| Fernando de la Mora General caballero (zeballos Cue) Ovetense Futbol Club | Paraguay | 2015 2016 2018 |